# محفظة الكلية

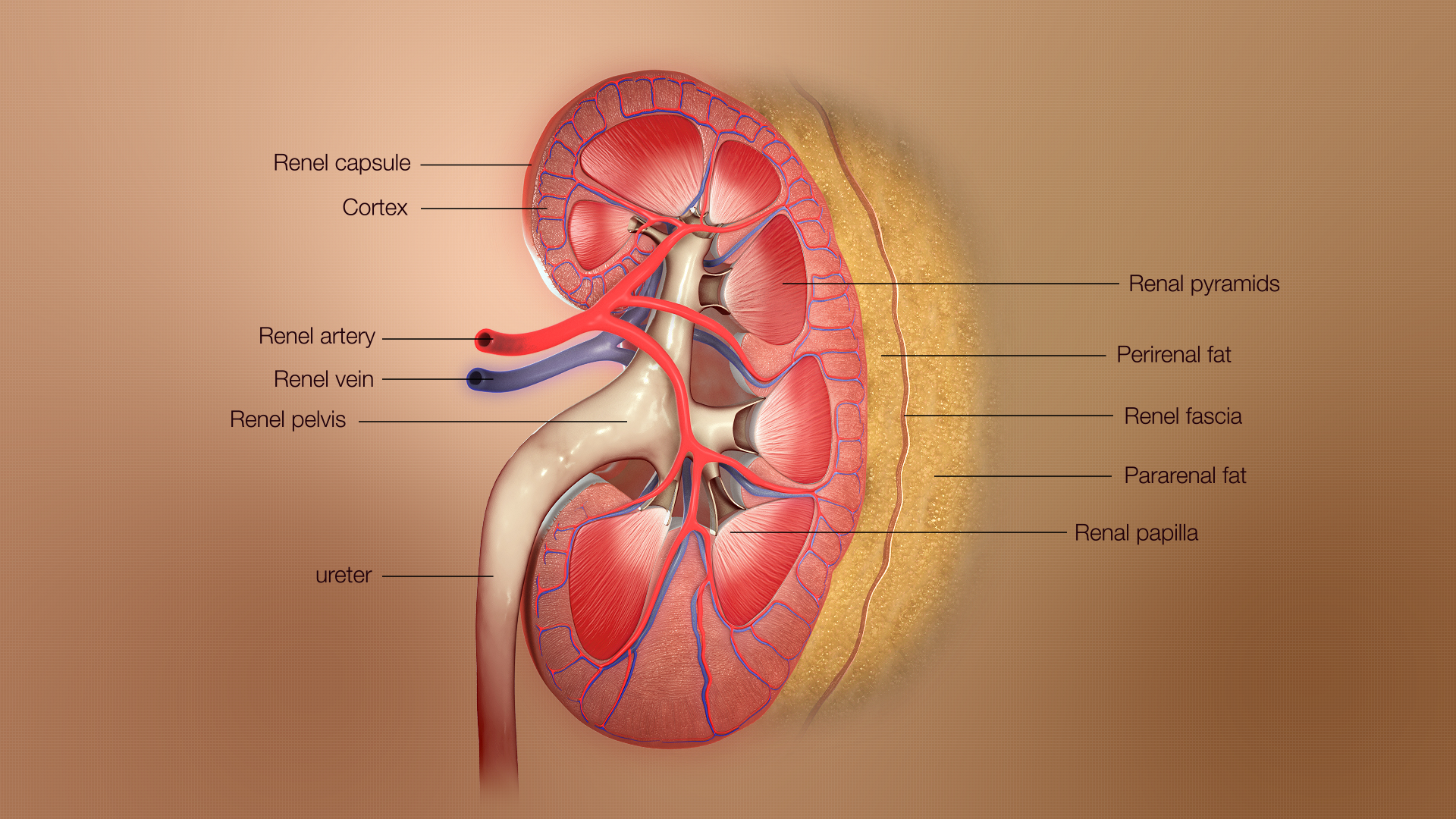
طبقات مختلفة من الكلى مصورة في رسم طبي ثلاثي الأبعاد

المحفظة الكلوية عبارة عن طبقة ليفية صلبة تحيط بالكلى ومغطاة بطبقة من الدهون المحيطة بالكلية تعرف باسم المحفظة الدهنية للكلى. يتم تضمين المحفظة الدهنية في بعض الأحيان في هيكل المحفظة الكلوية. توفر بعض الحماية من الصدمات والأضرار. المحفظة الكلوية محاطة بلفافة الكلى. فوق اللفافة الكلوية وبين هذا واللفافة المستعرضة توجد منطقة من دهون المنطقة المحيطة بالكلية.

## التركيب
تحيط المحفظة الكلوية بالأنسجة الوظيفية للكلية، وهي نفسها محاطة بكبسولة دهنية ولفافة ودهون. من الجزء الداخلي للكلية إلى خارج الكلية، يكون موضع المحفظة :
1. لب الكلوي
2. قشرة الكلى
3. محفظة الكلى
4. كبسولة دهنية من الكلى (أو دهون محيطية أو دهون حول الكلية)
5. اللفافة الكلوية
6. الدهون المجاورة للكلية
7. الصفاق (الأمامي)، واللفافة المستعرضة (الخلفية).

في بعض الأحيان، تعتبر المحفظة الدهنية في الكلى والمعروفة أيضًا باسم الدهون المحيطة بالكلية، جزءًا من المحفظة الكلوية.